# Siliqua (botanica)

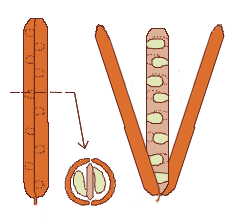
Rappresentazione di una tipica siliqua

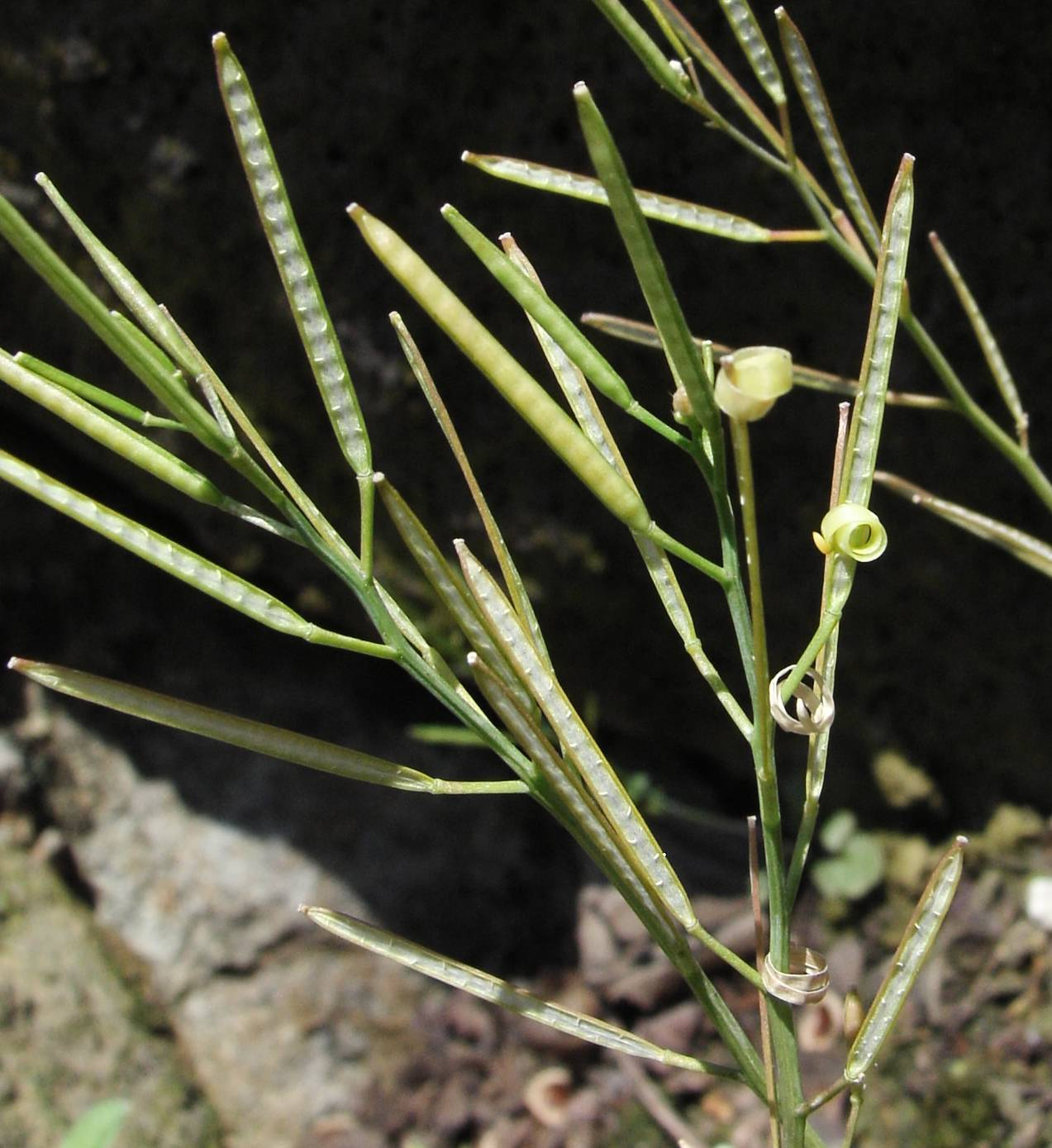
Silique di Cardamine impatiens

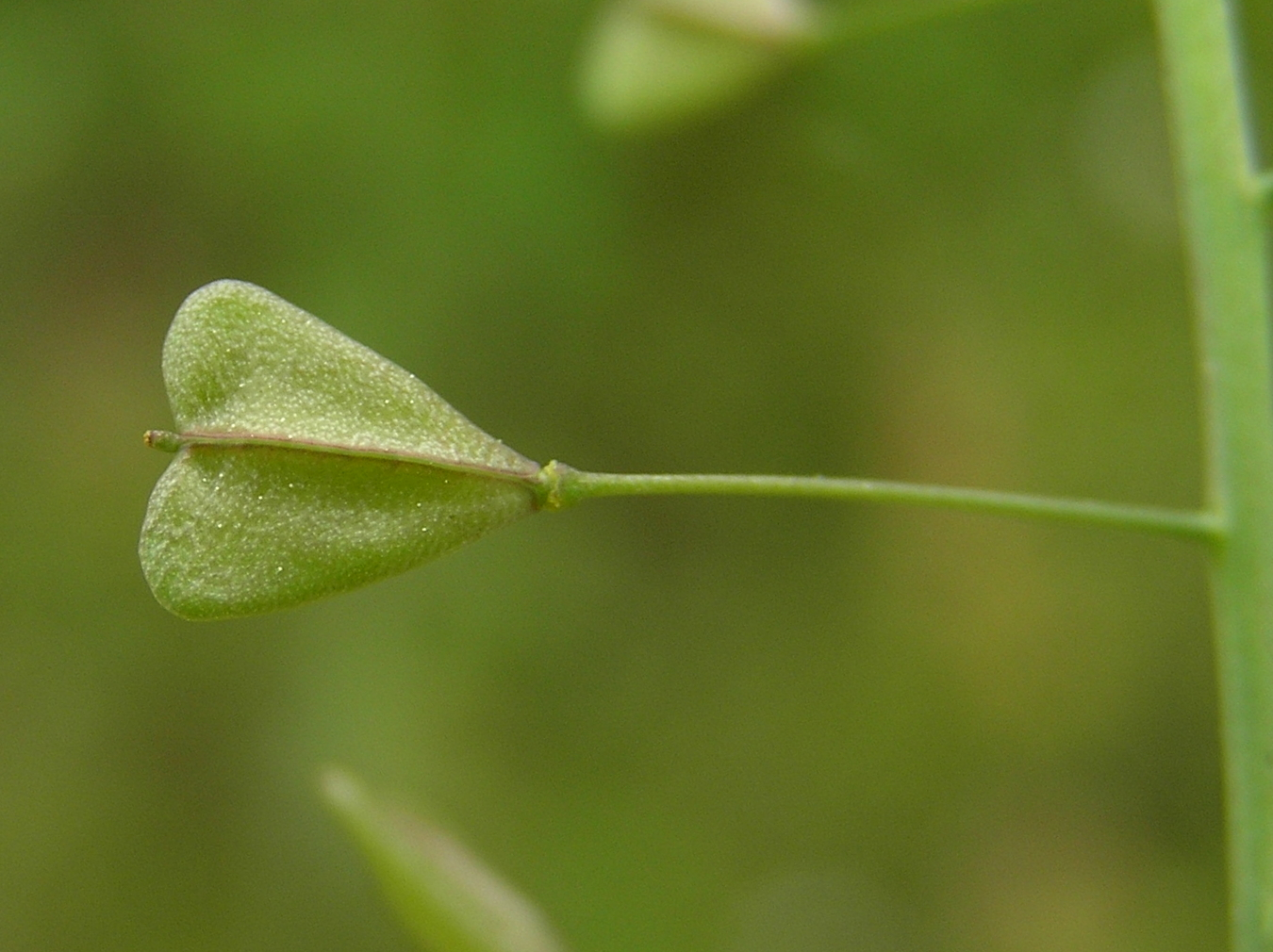
Siliquetta cuoriforme di Capsella bursa-pastoris

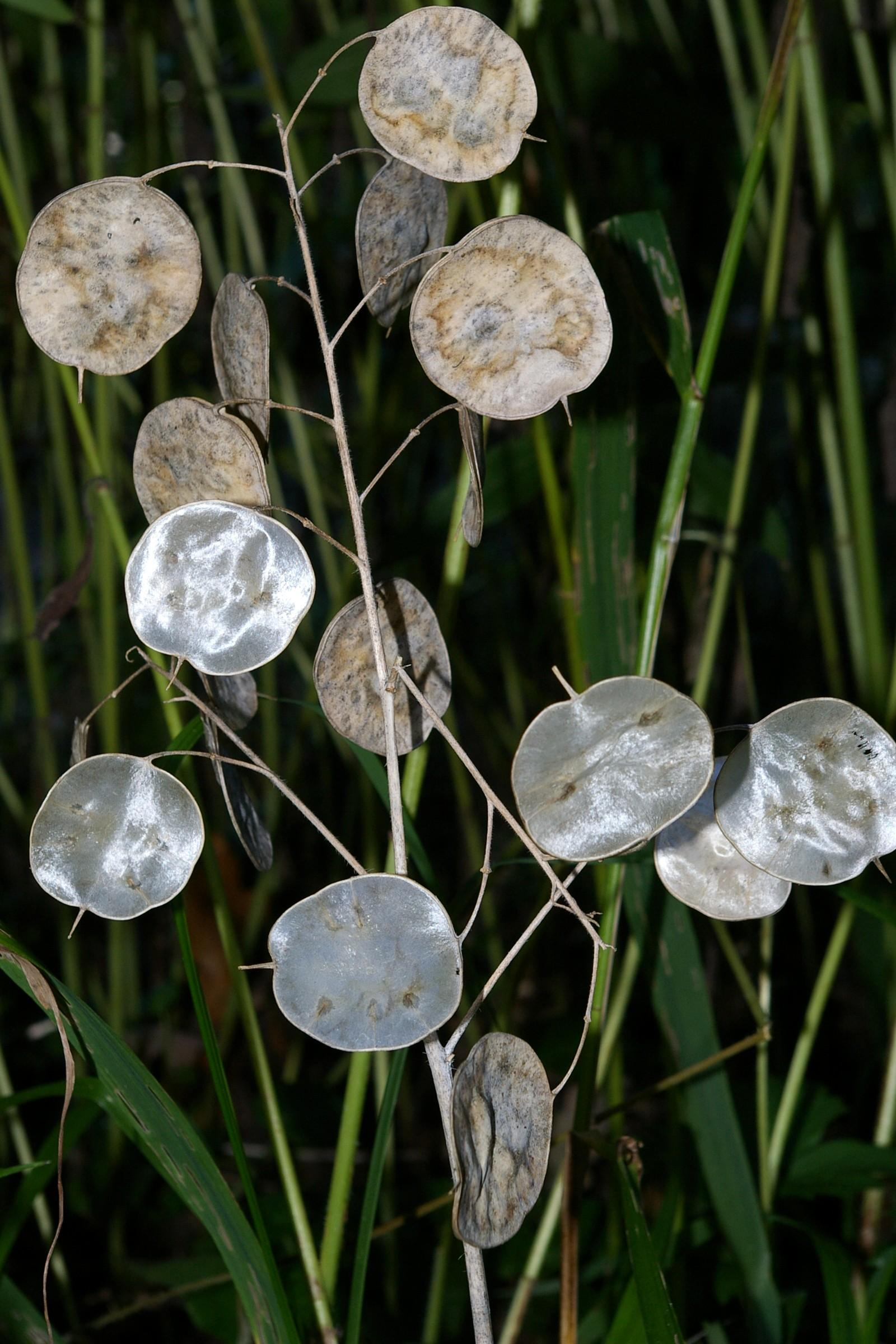
Siliquette mature di Lunaria annua

Sìliqua è il frutto caratteristico della famiglia delle Brassicaceae. È un frutto secco deiscente che a maturità libera i semi aprendosi spontaneamente. Deriva da un ovario bicarpellare sincarpico con numero variabile di semi. Si apre in due valve lungo la linea di sutura delle foglie carpellari, che a maturità si fendono ma non si separano completamente. Le due valve sono separate da un setto persistente membranoso, detto replo, sul quale sono inseriti i semi. 
Il frutto si chiama sìliqua quando il diametro longitudinale supera quello trasversale (di almeno tre volte), siliquetta quando è isodiametrico (es. Lunaria annua) o cuoriforme (es. Capsella bursa-pastoris).